# RIV-EUROP

Ursprüngliche EUROP-Wagenanschrift vor Einführung der zwölfstelligen Nummern. Das RIV-Zeichen war rechts angebracht

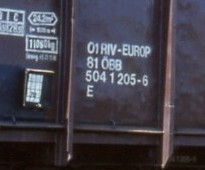
Offener Güterwagen der Österreichischen Bundesbahnen (ÖBB) des RIV-EUROP-Pools mit zwölfstelliger Wagennummer (1982)

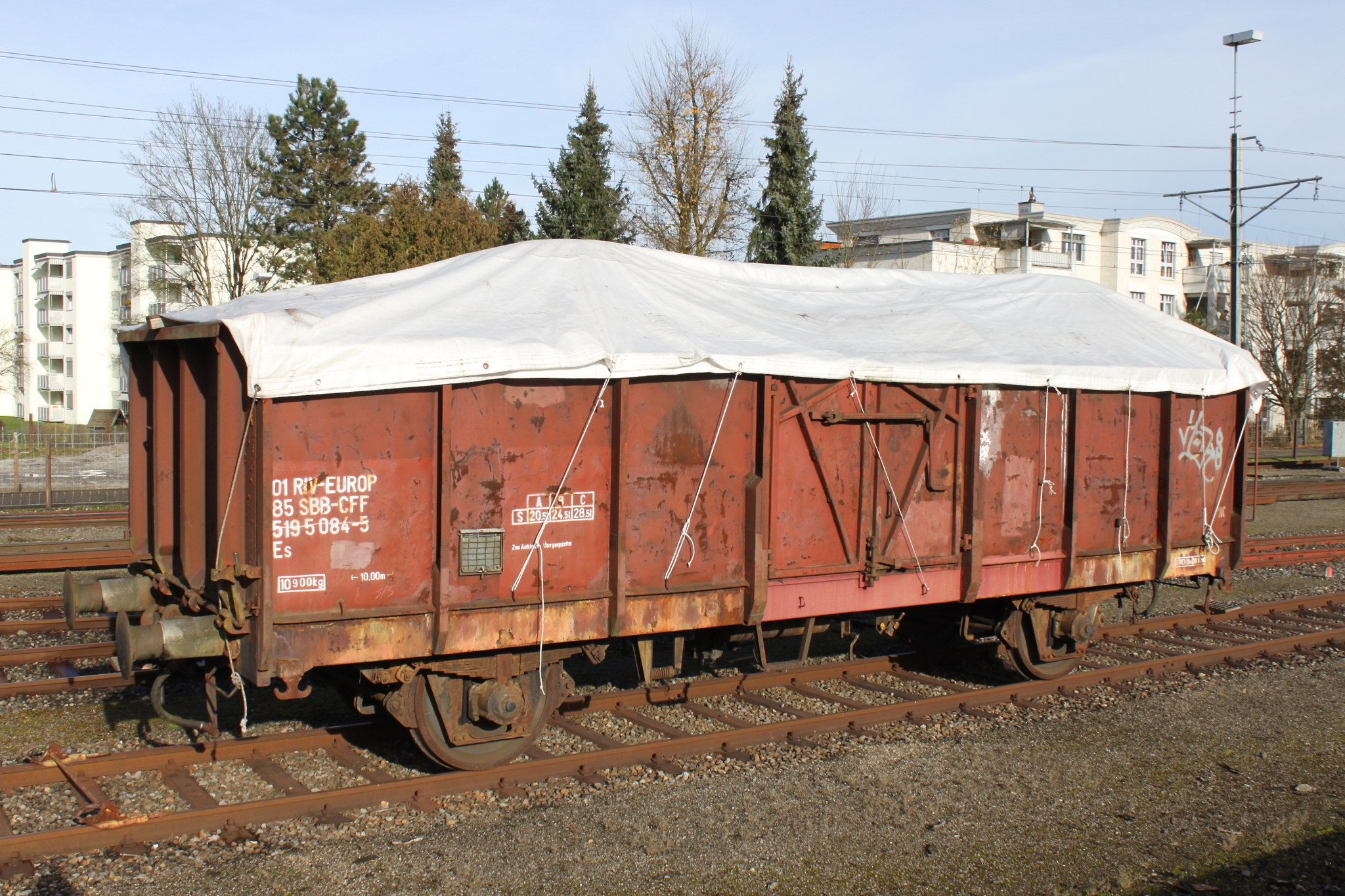
Dieser offene Güterwagen der Schweizerischen Bundesbahnen (SBB) mit Anschrift RIV-EUROP wurde 1995 ausrangiert und ist mit durchgestrichener Wagennummer abgestellt (2009)

RIV-EUROP bezeichnete einen europäischen Güterwagen-Pool, der von 1953 bis 2002 bestand. Er erlaubte die freizügige Verwendung gängiger Güterwagen-Bauarten in den neun beteiligten Ländern. RIV steht für Regolamento Internazionale Veicoli.

## Geschichte
Bei grenzüberschreitenden Transporten war es üblich, dass ein Wagen des Absenderlandes verwendet wurde und dieser nach dem Entladen leer zurückkehrte, ausgenommen es stand gerade ein Transport in der Gegenrichtung an, der denselben Wagentyp benötigte. Dadurch ergaben sich lange Umlaufzeiten und ein hoher Anteil von Leerfahrten. Deshalb vereinbarten die Deutsche Bundesbahn DB und die Französische Staatsbahn SNCF, dass ab Mai 1951 100.000 besonders gekennzeichnete Güterwagen nach dem Entladen gleich wieder beladen werden konnten, wie wenn es ein eigener Güterwagen wäre. Ein deutscher Güterwagen konnte also in Frankreich für einen Inlandtransport verwendet werden oder von Frankreich in ein Drittland fahren. Aus dem Drittland konnte er dann in eines der am Pool beteiligten Länder zurückkehren. Es wurden zunächst 40.000 gedeckte und 60.000 offene Güterwagen in den Pool eingestellt und mit dem Zeichen "EUROP" gekennzeichnet.
Der Erfolg des EUROP-Abkommens überzeugte auch weitere europäische Länder und so wurde der EUROP-Pool zum 1. Januar 1953 auf ganz Westeuropa (im damaligen politischen Sinne) ausgedehnt, soweit die betreffenden Netze normalspurig und direkt miteinander verbunden waren. Bei der Zuteilung der UIC-Eigentumscodes für die ab 1964 erfolgte Einführung der einheitlichen zwölfstelligen Wagennummer wurde das EUROP-Abkommen berücksichtigt, indem alle beteiligten Staatsbahnen einen Code, der mit 8 beginnt, erhielten:
- 80 DB Deutschland
- 81 ÖBB Österreich
- 82 CFL Luxemburg
- 83 FS Italien
- 84 NS Niederlande
- 85 SBB-CFF-FFS Schweiz
- 86 DSB Dänemark
- 87 SNCF Frankreich
- 88 SNCB-NMBS Belgien

Um mehr Transporte mit Wagen des Pools abwickeln zu können und um den sich ändernden Bedürfnissen der verladenden Wirtschaft gerecht zu werden, wurden weitere Wagentypen dem Pool hinzugefügt. Folgende Wagentypen in 11 Gattungen waren im EUROP-Pool:
- offene Wagen (E, Es) und solche mit Drehgestellen (Eaos)
- gedeckte Wagen (Gs, Gbs, früher auch Gms)
- Schiebewandwagen (Hbis, Hbbillns)
- Schüttgutwagen (Fcs)
- Flachwagen (Ks) und solche mit Drehgestellen (Rs, Res)

Mit der Liberalisierung im Eisenbahnwesen kamen neue Verkehrsunternehmen ins Spiel und es änderten sich auch die Bedürfnisse. Containertragwagen, Zementsilowagen, Wagen mit öffnungsfähigem Dach, Wagen für den Transport von Blechrollen und viele andere Wagengattungen waren im EUROP-Pool nicht verfügbar. Die Bedeutung dieser Wagentypen stieg immer mehr an. Im Containerverkehr etablierten sich Linienverkehre, wobei dieselben Wagen immer zwischen denselben Destinationen hin und her fuhren. Diese Entwicklungen führten dazu, dass der EUROP-Wagenpool per Ende 2002 aufgelöst wurde. Als Argument vorgebracht wurde auch, der Unterhalt sei schwieriger zu gewährleisten, weil die Wagen über ganz Europa verstreut seien.